# Тифани Мейсън
Тифани Мейсън (на английски: Tiffany Mason) е артистичен псевдоним на бившата американска порнографска актриса и настояща актриса Кийша Масхаун Кристинсън (Keesha Mashawn Christenson).

## Биография
Кийша Масхаун Кристинсън е родена на 20 януари 1982 година в град Финикс, Аризона. Дебютира като актриса в порнографската индустрия през 2000 година, когато е на 18-годишна възраст. По-късно започва да се снима и в игрални филми. През 2005 година спира с участието си в порното.
Поставена е на 23-то място в класацията на списание „Комплекс“ – „Топ 50 на най-горещите чернокожи порнозвезди за всички времена“, публикувана през септември 2011 г.

## Награди и номинации
- 2001: Номинация за AVN награда - Най-добра нова звезда[2]
- 2001: Номинация за XRCO награда – Cream Dream[2]